# 16.º arrondissement de Paris
O 16.º arrondissement de Paris é um dos 20 arrondissements de Paris, situado na margem direita do rio Sena.
O 16° arrondissement é considerado uma das áreas nobres de Paris, estando próximo ao Arco do Triunfo, nesse arrondissement fica localizado muito próximo o Torneio famoso de tênis da Europa, Roland Garros, o estádio e sede do PSG - Paris Saint-Germain, e também a área verde extensa do Bois de Boulogne.

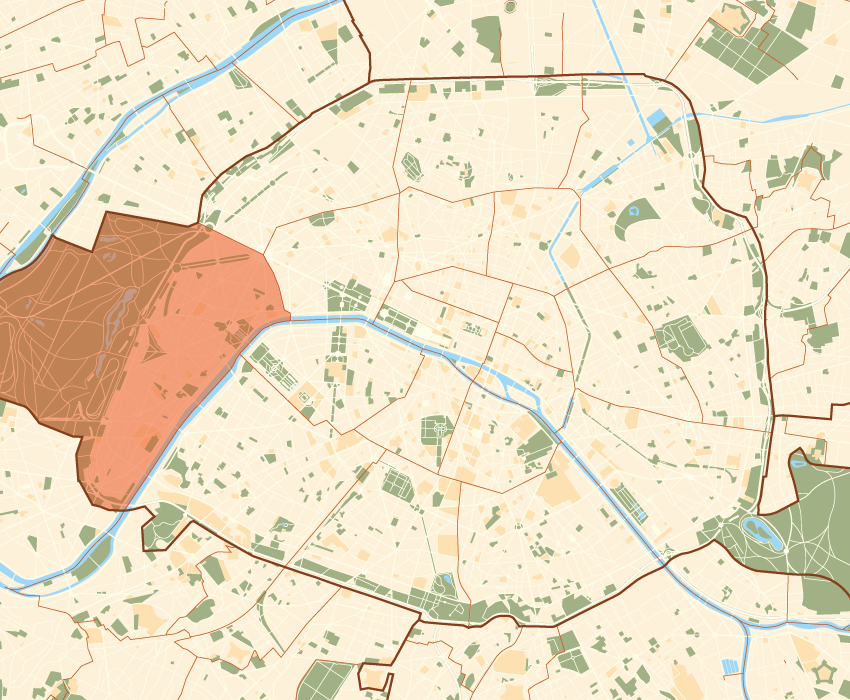
Mapa do 16.º arrondissement, assinalado a vermelho.

## Bairros
1. Quartier d'Auteuil
2. Quartier de la Muette
3. Quartier de la Porte-Dauphine
4. Quartier de Chaillot

## Demografia
Em 2006, a população era de 153 920 habitantes numa área de 791 hectares, com uma densidade de 19 459 hab./km² (excluindo o bosque de Bolonha).
| Ano (censo nacional)     | População | Densidade (hab./km²) |
| ------------------------ | --------- | -------------------- |
| 1962 (pico populacional) | 227 418   | 28 985               |
| 1968                     | 214 120   | 27 290               |
| 1975                     | 193 590   | 24 674               |
| 1982                     | 179 446   | 22 871               |
| 1990                     | 169 863   | 21 650               |
| 1999                     | 161 773   | 20 452               |
| 2006                     | 153 920   | 19 459               |

Nota: O Bosque de Bolonha não está incluído no cálculo da densidade.